# Yagyū Munenori

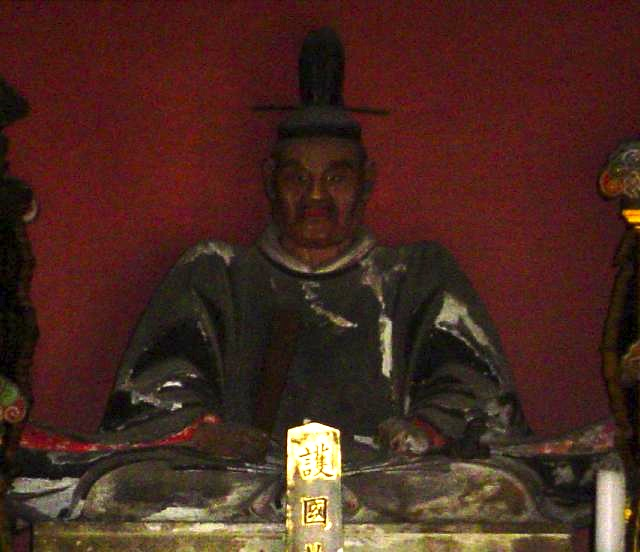
Holzstatue Yagyū Munenoris

Der Samurai Yagyū Munenori (jap. 柳生 宗矩; * 1571; † 11. Mai 1646) war ein außergewöhnlicher Schwertmeister, Autor und wurde Anfang des 17. Jahrhunderts aufgrund seiner Verdienste in der Schlacht von Sekigahara zum offiziellen Schwertkampflehrer der Shogune Tokugawa Ieyasu und Tokugawa Iemitsu.
Ausgebildet durch seinen Vater Yagyū Muneyoshi (1527–1606) und beeinflusst vom Konfuzianismus, Daoismus und Zen-Buddhismus hinterließ er die Schrift Heihō Kadensho (兵法家伝書), die er 1632 verfasste, elf Jahre bevor Miyamoto Musashi sein Gorin no Sho (Buch der Fünf Ringe) schrieb, und in die er die Weisheiten seines Meisters Takuan Sōhō einfließen ließ. 1636 beträgt sein Besitz 10.000 Koku, was ihn zum Daimyō des neu gebildeten Lehens Yagyū-han machte.
Er blieb Lehrer bis zum dritten Tokugawa-Shogun Iemitsu. Nach dessen Tod spaltete sich die Yagyū-Schule in zwei rivalisierende Richtungen: die Owari Yagyū Shinkage-ryū in Nagoya und die Edo Yagyū Shinkage-ryū in Edo.